# Teatret Gorgerne
 Denne artikel bør gennemlæses af en person med fagkendskab for at sikre den faglige korrekthed.

Teatret Gorgerne (tidligere Teaterforeningen Gorgerne) har eksisteret siden 1997, og skaber i dag rammerne om et musicalensemble bestående af frivillige teater- og musical interesserede. Gorgerne kendetegnes mest ved deres store årlige musicalproduktion, men foreningen arbejder også med koncerter, julekor, børneteater m.m.
Teatret Gorgerne modtog i 2003 Greve Kulturpris.

## Produktioner
- 2017 Titanic – Galaksen (Spilleperiode: 7.-11. november, 2017)

Danmarkspremiere på den prisvindende Broadwaymusical af Maury Yeston og Peter Stone. Historen om et af det 20. århundredes største tragedier, hvor verdens største, sikreste og mest luksuriøse skib i 1912, kolliderer med et isbjerg på sin jomfrurejse til Amerika og forliser. Musicalen tager udgangspunkt i sande beretninger om historiske personer, der befandt sig på skibet. Musicalen Titanic fejrede, sammen med både Teatret Gorgerne og den populære film, 20-års jubilæum i 2017.
- 2016 The Drowsy Chaperone – Galaksen (Spilleperiode: 8.-12. november, 2016)

Prisvindende musical-komedie om en mand og hans LP indeholdende hans yndligsmusical: The Drowsy Chaperone. Igennem "manden i stolen" bliver vi introduceret for en glemt Broadway-forestilling fra 1928 med overspillende hovedroller, en temmelig dårlig handling og masse øjeblikke som i dag ville være politisk ukorrekte.
- 2015 Footloose  - The Musical – Galaksen  (Spilleperiode: 10.-14. november, 2015)

Danseglad musical-udgave af filmen fra 1984. Det er historen om teenageren Ren der flytter til den lille by Beaumont med sin mor, men hurtigt falder han i unåde hos resten af byens beboere. Ledet af den lokale pastor Moore, har beboerne i Beaumont forbudt alt dans og "ung" musik indenfor bygrænsen, efter en tragisk ulykke nogle år tidligere. Ren har svært ved at begå sig i den lille på og tingene bliver kun mere besværlige da han forelsker sig i Pastorens datter, Ariel.
Forestillingen blev nomineret af cphculture.dk, både som årets musikforestilling og for årets bedste danser (Jonathan Stahlschmidt)
- 2014 Legally Blonde  - The Musical – Galaksen  (Spilleperiode: 7.-11. november, 2014)

Danmarkspremiere på den fulde udgave af Broadway- og West End-succesen, baseret på filmen af samme navn.
- 2012 The Full Monty – Stærekassen (Spilleperiode: 23. november-1.december, 2012)

Musical-udgave af filmen fra 1997. Det er historien om en gruppe arbejdsløse stål-arbejdere i en lille engelsk by, der bliver arbejdsløse og beslutter sig for at prøve lykken med mandestrip.  
- 2011 Jesus Christ Superstar - 40 års jubilæumskoncert – Tivolis Koncertsal (Spilleperiode: 23.-24. november, 2011)

Gigantisk teaterkoncert i Tivolis Koncertsal med mere end 100 medvirkende på og bag scenen. Den legendariske rock-opera blev præsenteret i en ny og moderne udgave, med referencer til nutidens syn på idoler, profeter og tro.
- 2010 Monty Python's Spamalot – Gladsaxe Teater (Spilleperiode: 11.-20. november, 2010)

Danmarkspremiere på Broadwaysuccesen fra 2005. En musical-farce af det originale Monty Python-medlem Eric Idle og filmkomponisten John Du Prez, baseret på filmen Monty Python and the Holy Grail eller Monty Python og de skøre riddere som den danske titel lyder. Musicalen tager udgangspunkt i legenden om Kong Arthur og hans søgen efter den hellige grail. Et helligt togt der ikke foregår uden problemer da han både må trodse skøre riddere, piger i frækt undertøj, riddere der siger "NI"! og ikke mindst, den frygtede dræberkanin fra Caerbannog. Indeholder blandt andet musicalhits som The Song That Goes like This og Find Your Grail, samt den klassiske Monty Python-slager Always Look on the Bright Side of Life. Forestillingen blev fremført på engelsk.
- 2010 All For Love - En hyldest til Michael Jackson – Gladsaxe Teater (Spilleperiode: 8.-18. april, 2010)

En teaterkoncert der hyldede den afdøde "The King of Pop" Michael Jackson. En blanding af teater, sang og dans der tog udgangspunkt i mange af Michael Jacksons udødelige hits, der iblandt: Billie Jean, Black or White, Thriller, You Are Not Alone og Man in the Mirror. Blev produceret sammen med dansesuddannelsen Sceneindgangen og det danske Michael Jackson-fanfællesskab The Moo-Walkers.
- 2009 Chess – Portalen, Greve Teater- og Musikhus (Spilleperiode: 16.-21. september, 2009) og Tivolis Koncertsal (Spilleperiode: 30.-31. oktober, 2009)

Succes-musical fra 1984 af ABBA-bagmændene Björn Ulvaeus og Benny Andersson, samt tekstforfatteren Tim Rice. Musicalen tager udgangspunkt i de store skakmøder under den kolde krig imellem stormagterne USA og Sovjetunionen, hvor det politiske og diplomatiske "skakspil" dominerede verdensscenen. Forestillingen avlede flere pophits, deriblandt "One night in Bangkok", I know him so well" og "Anthem".
- 2008 Urinetown – Portalen, Greve Teater- og Musikhus (Spilleperiode: 17.-21. september, 2008)

Rablende vanvittig musicalkomedie om en verden hvor toiletter som vi kender dem er afskaffet, og man må betale for at rette sin nødtørft. Prøver du at gå uden om de offentlige toiletter, bliver du arresteret og sendt til "Urinetown" – og derfra vender ingen tilbage.
- 2008 Du er god nok, Søren Brun (You're a good man, Charlie Brown) – Teatret Zeppelin i København

En musicalkomedie bygget direkte over Charles M. Schulz´ klassiske avisstribe, Radiserne, som følger Søren Brun og alle hans venner gennem deres kvababbelser, overvejelser, sorger og glæder i en hverdag med lektier, baseball, madglæde og ikke mindst kærlighed.
- 2007 Jekyll & Hyde – Portalen, Greve Teater- og Musikhus

Den velkendte historie om videnskabsmanden Henry Jekyll, der i sin ambition om at splitte det menneskelige sind i godt og ondt, får skabt en ny og meget brutal personlighed med navnet Edward Hyde.
- 2006: Jesus Christ Superstar – Portalen, Greve Teater- og Musikhus

Den elskede rock opera af Andrew Lloyd Webber og Tim Rice om de sidste dage i Jesu liv.
- 2005: RENT – Portalen, Greve Teater- og Musikhus

90´ernes største rockmusical, baseret på La Bohème, opdateret til New Yorks East Village, hvor en gruppe sultne kunstnere kæmper med liv, HIV og kærlighed i de 525.600 minutter der danner et år.
- 2003: Joseph and the Amazing Technicolor Dreamcoat – Helsingør Theater

West-End klassiker af Andrew Lloyd Webber og Tim Rice over den bibelske fortælling om drømmetyderen Joseph. Musicalens mange sange byder på bl.a. rap, country, swing, disco, calypso og rock´n roll.
- 2002/2003: Dyrene i Hakkebakkeskoven – Portalen, Greve Teater- og Musikhus

Thorbjørn Egners elskede fortælling om Klatremus, Mikkel Ræv, Bagermester Harepus og alle de andre dyr.
- 2001: Little Shop of Horrors – Portalen, Greve Teater- og Musikhus

Vanvittig rockende kult-musical med masser af sort humor, om en kødædende plante fra det ydre rum, der gerne vil overtage verden og sætte hele den menneskelige race til livs.
- 2000: Sound of Musicals – Portalen, Greve Teater- og Musikhus

Enorm teater-koncert med uddrag fra syv musicals: Les Misérables, Chess, Joseph and the Amazing Technicolor Dreamcoat, Atlantis, Jekyll & Hyde, RENT og South Park – Bigger, longer and uncut.
- 2000: Folk og røvere i Kardemomme by – Portalen, Greve Teater- og Musikhus

Thorbjørn Egners hjertevarme fortælling om Kasper, Jesper og Jonathan, Tante Sofie og alle de andre indbyggere.
- 1999: Atlantis – Portalen, Greve Teater- og Musikhus

Danmarks populære musical af Peter Spies, Sune Svankier og Thomas Høg, som spillede for fulde huse i Portalen.
- 1998: Hair – Portalen, Greve Teater- og Musikhus

Tidsløs populær rock-klassiker, med udødelige hits som “Aquarius” og “Let The Sun Shine In”. Gorgernes opsætning indgik også i en kulturfestival på Færøerne.
- 1997: Grease – Portalen, Greve Teater- og Musikhus

Den legendariske rockmusical om livet på en amerikansk high-scool i 1959, hvor vi følger romancen mellem Danny Zuko og Sandy Dumbrowski.